# カンタベリー物語 (1944年の映画)
『カンタベリー物語』（カンタベリーものがたり、A Canterbury Tale）は1944年のイギリスのドラマ映画。監督はマイケル・パウエルとエメリック・プレスバーガー、出演はシーラ・シムとデニス・プライスなど。14世紀のイングランドの詩人ジェフリー・チョーサーによって書かれた物語集『カンタベリー物語』をモチーフに、映画公開当時（第二次世界大戦中）のイギリス・ケント州のカンタベリーとその周辺の村を訪れた3人の男女が遭遇する不思議な出来事などを描いている。
日本では劇場未公開だが、WOWOWで放送された。

## キャスト
- トーマス・コルペパー: エリック・ポートマン（英語版） - 治安判事。
- アリソン・スミス: シーラ・シム（英語版） - ロンドン出身の若い女性。
- ピーター・ギブス: デニス・プライス（英語版） - 英国軍曹。
- ボブ・ジョンソン: ジョン・スウィート（英語版） - 米兵。
- ネッド・ホートン: ジョージ・メリット（英語版）
- ボブの恋人: キム・ハンター（米国版のみ）

## エピソード
舞台の中心となるカンタベリー近くの村は監督のマイケル・パウエルの生まれ故郷である。
オリジナル版とは別に米国版が存在し、尺が124分から95分に短縮されている他、ナレーションがエズモンド・ナイトからレイモンド・マッセイに変更され、キム・ハンターの登場シーンが加えられている。